# نصرت أباد (حسين أباد)
نصرت أباد (بالفارسية: نصرت‌آباد) هي قرية تقع في إيران في قسم حسین أباد. يقدر عدد سكانها بـ 151 نسمة .